# 花都汽车城站
花都汽车城站是广州地铁9号线的车站，位于中國廣東省广州市花都区风神大道九潭北路口的地底，于2017年12月28日随9号线通车而启用。
本站与4号线的黄阁汽车城站英文名稱中的“汽车城”表示不同，花都汽车城以“Autocity”来表示，而黄阁汽车城则以“Auto Town”来表示。

## 车站結構
花都汽车城站为地下两层10m岛式站，总长218.5m，标准段宽19.90m，车站主体建筑面积8,380.6平方米。

### 車站樓層
本站共有二层，地面为风神大道、九潭北路、东风日产乘用车花都工厂以及其他建筑；地下一層為站廳层；地下二層為9號線月台。
| 地下一层 | 站廳                       | 售票機、客服中心、商店、警务室、安检设施 |  |  |
| 地下二层 | 2 站台                     | █9号线 飞鹅岭方向（下站：飞鹅岭）        |  |  |
|          | 岛式站台（卫生间、母婴室） |                                          |  |  |
|          | 1 站台                     | █9号线 高增方向（下站：广州北站）        |  |  |

### 站厅

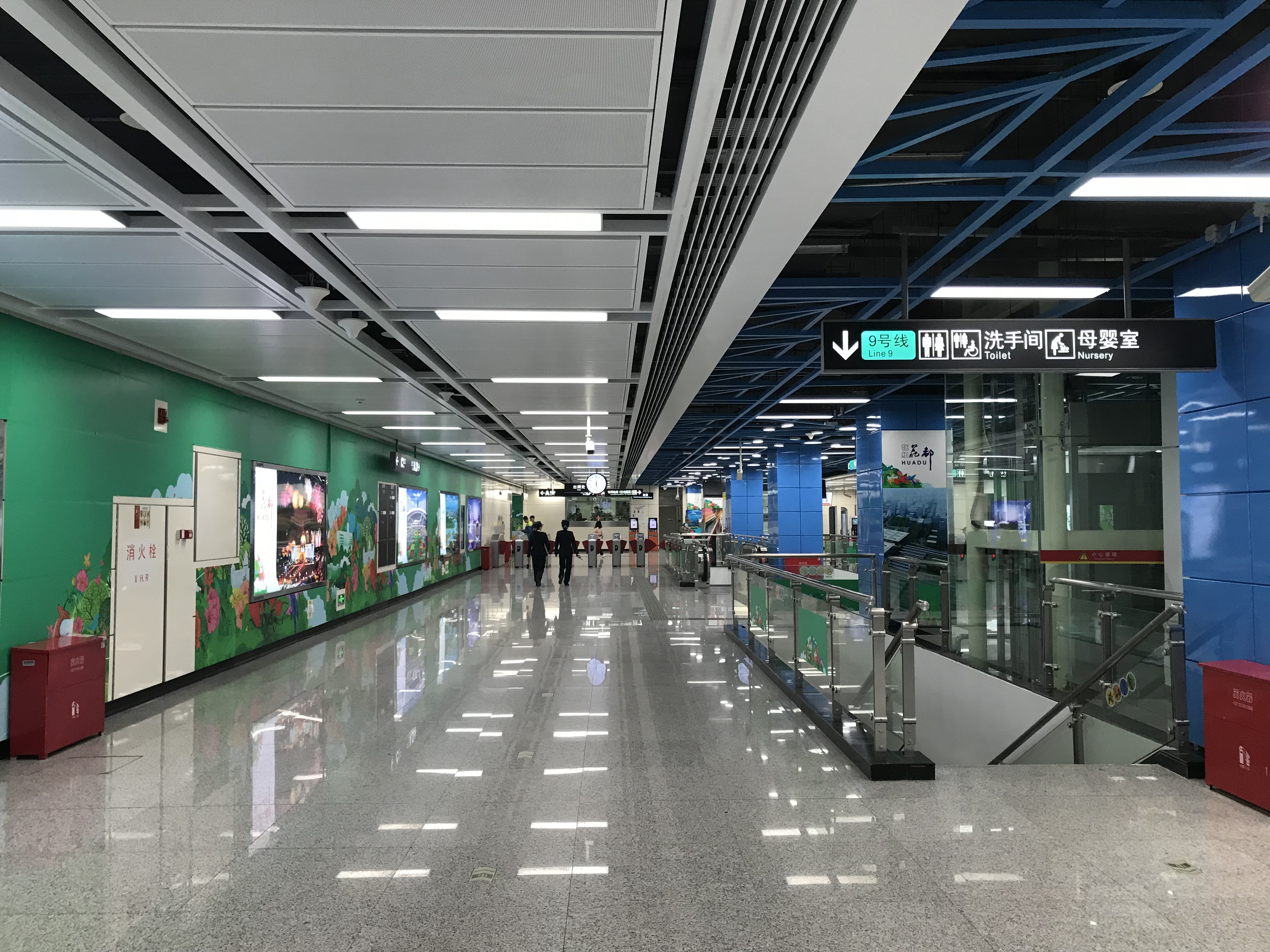
站厅

花都汽车城站站厅设于地下一层，站厅主要设有售票机、客服中心、自助客服中心等设施。为方便行人进出，站厅南侧被划分为收费区，收费区内设三條扶手电梯、一台专用电梯和一組楼梯方便乘客来往月台层。
另外，本站站厅层设有便利店等商店；同时也设有少数自助服务设施，例如自动贩卖机、共享充电宝以及自动售卡/充值机等。

### 月台
本站设有一个岛式月台，位于风神大道地底。
本站的卫生间以及母婴室均设于往飞鹅岭方向的一端。

2号月台全景图

### 出入口
花都汽车城站目前设有4个出入口供乘客进出车站。
|                                           |                                                       |      |          |                              |
| 編號                                      | 设施                                                  | 照片 | 出口指示 | 建議前往的目的地             |
| A                                         | 盲道标志 · 扶手电梯标志                               |      | 风神大道 | 九潭路、朱村公交车站（东行） |
| B                                         | 扶手电梯标志                                          |      | 风神大道 | 毕村公交车站（东行）         |
| C                                         | 扶手电梯标志                                          |      | 风神大道 | 毕村中路                     |
| D                                         | 盲道标志 · 升降机标志 · 无障碍通道标志 · 扶手电梯标志 |      | 风神大道 | 毕村公交车站（西行）         |
| 註： 設有 \| 設有 \| 設有 \| 設有扶手電梯 |                                                       |      |          |                              |

## 接驳交通
花都汽车城站附近有朱村巴士站等，方便乘客接驳巴士前往花都区各地。
| 公交 \| 编号 \| 编号 \| 线路 \| 线路 \| 线路 \| 收费 \| 备注 \| \| ---------- \| ---- \| -------------------- \| -------------------- \| -------------------- \| -------------------- \| -------------------- \| \| \| 花5 \| 站前路公交总站 \| ⇆ \| 炭步 \| 2元 \| \| \| \| 花19 \| 融创公交总站 \| ⇆ \| 马溪 \| 2元 \| 30–120分/班 \| \| \| 花21 \| 东莞村 \| 全程 ⇆ \| 广清城际乐同站 \| 2元 \| \| \| 夜班短线 ⇆ \| 花21 \| 东莞村 \| 大布市场 \| \| 2元 \| \| \| \| 花27 \| 已于2025年6月5日停办 \| 已于2025年6月5日停办 \| 已于2025年6月5日停办 \| 已于2025年6月5日停办 \| 已于2025年6月5日停办 \| |      |                      |                      |                      |                      |                      |
| 编号 | 编号 | 线路                 | 线路                 | 线路                 | 收费                 | 备注                 |
| | 花5  | 站前路公交总站       | ⇆                    | 炭步                 | 2元                  |                      |
| | 花19 | 融创公交总站         | ⇆                    | 马溪                 | 2元                  | 30–120分/班          |
| | 花21 | 东莞村               | 全程 ⇆               | 广清城际乐同站       | 2元                  |                      |
| 夜班短线 ⇆ | 花21 | 东莞村               | 大布市场             |                      | 2元                  |                      |
| | 花27 | 已于2025年6月5日停办 | 已于2025年6月5日停办 | 已于2025年6月5日停办 | 已于2025年6月5日停办 | 已于2025年6月5日停办 |

## 历史
本站在2017年12月28日随9号线开通而启用。2018年4月5日，本站B口正式开通。